# بعد ثلاثين عاما (فلم)
بعد ثلاثين عاما (بالإنجليزية: Thirty Years Later)، هُو فيلم صامت أمريكي بالأبيض والأسود صدر سنة 1928 وأخرجه وأنتجه أوسكار ميشو.

## وصلات خارجية
- بعد ثلاثين عاما  في قاعدة بيانات الأفلام على الإنترنت (بالإنجليزية)